# 石橋健蔵

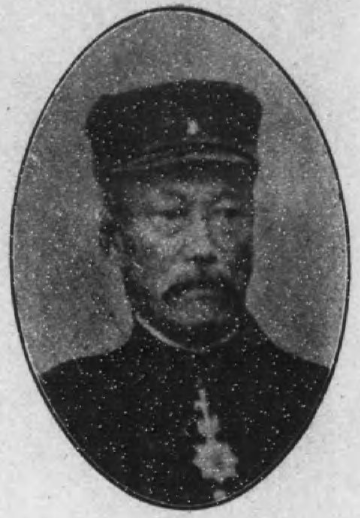
石橋 健蔵

石橋 健蔵 （いしばし けんぞう、1859年6月30日〈安政6年6月1日〉 - 1927年〈昭和2年〉5月10日）は、日本の陸軍軍人。最終階級は陸軍中将。

## 人物
丹波国多紀郡篠山町（現・兵庫県丹波篠山市）に生まれる。陸軍士官学校（旧3期）及び陸軍大学校（1期）を卒業した。以降、大阪鎮台参謀（中尉）、陸軍士官学校教官、第4師団参謀（大尉）、第1師団参謀（少佐）、中部都督部参謀、第5師団参謀長、歩兵第11連隊長（中佐）、第2師団参謀長（大佐）等を歴任し、明治38年（1905年）には、陸軍少将となり歩兵第3旅団長を拝命する。その後、歩兵第7旅団、歩兵第8旅団の各旅団長を経て、明治45年（1912年）2月27日に、陸軍中将に昇進したが同日付で予備役編入となった。

## 経歴
- 明治12年（1879年）12月22日 - 陸軍士官学校（旧3期）卒業、任　陸軍歩兵少尉[1]
- 明治17年（1884年）5月31日 - 任　陸軍歩兵中尉[3]
- 明治18年（1885年）12月24日 - 陸軍大学校（1期）卒業[1]
- 明治20年（1887年）
  - 3月1日 - 補　大坂鎮台参謀[4]
  - 4月27日 - 任　陸軍歩兵大尉[5]
- 明治21年（1888年）7月17日 - 補　陸軍省総務局課員[6]
- 明治24年（1891年）7月27日 - 補　陸軍士官学校教官[7]
- 明治26年（1893年）
  - 2月8日 - 補　第4師団参謀[8]
  - 11月8日 - 任　陸軍歩兵少佐、補　歩兵第23連隊附[9]
- 明治29年（1896年）10月8日 - 補　陸軍省軍務局課員[10]
- 明治31年（1898年）
  - 7月12日 - 補　第1師団参謀[11]
  - 10月1日 - 任　陸軍歩兵中佐、補　中部都督部参謀[12]
- 明治33年（1900年）4月25日 - 補　第5師団参謀長[12]
- 明治34年（1901年）
  - 4月8日 - 補　歩兵第11連隊長[13]
  - 11月3日 - 任　陸軍歩兵大佐[14]
- 明治35年（1902年）5月5日 - 補　第2師団参謀長[1][15]
- 明治38年（1905年）2月5日 - 任　陸軍少将、補　歩兵第3旅団長[1][16]
- 明治42年（1909年）4月1日 - 補　歩兵第7旅団長[1][17]
- 明治43年（1910年）11月30日 - 補　歩兵第8旅団長[1][18]
- 明治45年（1912年）2月27日 - 任　陸軍中将、予備役編入[19]

## 栄典
位階
- 1889年（明治22年）7月15日 - 正七位[20]
- 1898年（明治31年）10月31日 - 正六位[21]
- 1902年（明治35年）2月20日 - 従五位[22]
- 1905年（明治38年）2月22日 - 正五位[23]
- 1910年（明治43年）4月30日 - 従四位[24]
- 1912年（明治45年）3月11日 - 正四位[25]

勲章等
- 1895年（明治28年）5月23日 - 勲六等瑞宝章[26]
- 1895年（明治28年）11月30日 - 勲五等双光旭日章[27]
- 1901年（明治34年）10月1日 - 勲三等旭日中綬章・功四級金鵄勲章[28]
- 1902年（明治35年）5月10日 - 明治三十三年従軍記章[29]
- 1906年（明治39年）4月1日 – 勲二等旭日重光章・功三級金鵄勲章・明治三十七八年従軍記章[30]

外国勲章佩用允許
- 1903年（明治36年）12月25日 - イタリア王国：王冠第三等勲章[31]